# Trois-Rivières (Somme)
Trois-Rivières – gmina we Francji, w regionie Hauts-de-France, w departamencie Somma. W 2016 roku liczba ludności wynosiła 1500 mieszkańców. 
Gmina została utworzona 1 stycznia 2019 roku z połączenia trzech ówczesnych gmin: Contoire, Hargicourt oraz Pierrepont-sur-Avre. Siedzibą gminy została miejscowość Pierrepont-sur-Avre. 